# زیتون‌لیک (آرتوین)
زیتون‌لیک (به ترکی استانبولی: Zeytinlik) یک منطقهٔ مسکونی در ترکیه است که در آرتوین واقع شده‌است. زیتون‌لیک ۶۲ نفر جمعیت دارد.